# 久度 (王寺町)
久度（くど）は、奈良県北葛城郡王寺町の地名。  現行行政地名として久度一丁目から久度五丁目が置かれる。郵便番号は636-0003。

## 地理
王寺町の北端、大和川の左岸とJR大和路線および近鉄生駒線・近鉄田原本線に挟まれた地域。王寺駅・新王寺駅を中心とした、住宅・商業地域である。最東端は1丁目で、西に向かって2・3・4・5丁目となる。東側に国道25号が通る。西側・北側は大和川の左岸堤防となっており、南側にはJRおよび近鉄線が通る。概ね平坦な地形である。中央部の2丁目・3丁目には王寺駅・新王寺駅があり、王寺町の玄関口となっている。

### 河川
- 大和川

## 交通
- 国道25号
- 奈良県道156号王寺停車場線
- 奈良県道194号椿井王寺線
- 王寺駅
- 新王寺駅
- 奈良交通バス
  - 王寺駅北口停留所
- 西日本ジェイアールバス
  - 王寺駅停留所

## 施設
- 王寺町地域交流センター
- 王寺町中央公民館
- 西友王寺店